# アントニオ・クロマティ
アントニオ・クロマティ（Antonio Cromartie 1984年4月15日 - ）は、フロリダ州タラハシー出身の元アメリカンフットボール選手。現役時代のポジションはコーナーバック。

## 経歴

### プロ入りまで
父親が家出をしたため、弟妹3人とともに、母親1人の手で育てられた。リンカーン高校ではQB、RB、WR、CB、Sでプレーし、USAトゥデイから最優秀守備選手に選ばれた。
高校3年次の2002年に6インターセプト、53タックル、キックオフリターンで2回、パントリターンで3回タッチダウンをあげると共にオフェンスでは30回のキャッチで642ヤード、6タッチダウン、ランで13回のキャリーで242ヤード、3タッチダウンをあげた。この年USAトゥデイより、全米の最優秀守備選手に選ばれている。またRivals.comからは2003年のプロスペクト、コーナーバック部門の6位にランクされた。
地元のフロリダ州立大学に進学、最初の2年間はニッケルバック、キックオフリターナーとして起用された。3年次の2005年7月、練習中に靭帯損傷し、そのシーズンを棒に振った。2006年1月、母親が乳癌に罹っていたことが判明し、NFLドラフトにアーリーエントリーを行った。

### サンディエゴ・チャージャーズ
2006年のNFLドラフト1巡19位でサンディエゴ・チャージャーズに指名され、5年間1350万ドル（735万ドルの保障）で契約し入団した。この年オークランド・レイダース戦では91ヤードのキックオフリターンタッチダウンをあげた。
2年目の2007年、10月28日のヒューストン・テキサンズ戦では2インターセプト1タッチダウンの他にファンブルリカバータッチダウンをあげてAFC守備部門週間MVPに選ばれた。翌週11月4日のミネソタ・バイキングス戦では、ライアン・ロングウェルが狙った58ヤードのFGが失敗した後、エンドゾーン内でこれを拾い、109ヤードのリターンタッチダウンをあげた。これはNFL史上最長のプレーとなっている。翌週のインディアナポリス・コルツ戦よりクエンティン・ジャマーが故障者リスト入りしたため、先発出場しペイトン・マニングから3インターセプトをあげて週間MVPに選ばれた。最後のインターセプトはレジー・ウェインへのパスを片手でインターセプトしたものだった。12月16日にシーズン10個目のインターセプトをあげて1961年にチャーリー・マクニールが作ったチーム記録を塗り替えた。この年、NFLトップの10インターセプトをあげて、プロボウルに選出された。プロボウルでも2インターセプトをあげている。
2008年、開幕前にNFL記録である14インターセプトを塗り替えると発言したが、2インターセプトに終わった。第3週、ニューヨーク・ジェッツとのマンデーナイトフットボールでは自己ベストの9タックルと共にブレット・ファーヴから2インターセプトをあげてAFCのディフェンス部門週間MVPに選ばれた。1月13日のディビジョナルプレーオフでもペイトン・マニングからインターセプトを奪い、チームも28-24で勝利した。シーズン終了後に彼は開幕戦のカロライナ・パンサーズ戦で臀部に怪我を負ったままプレーし続けていたと述べている。
2009年、3インターセプト、33タックル、10パスブロックの成績で終えた。2008年、2009年の2シーズンで5インターセプトに終わった彼はトレード要員となった。ただしNFL.comのビッグ・カルーチによれば、これはチャージャーズのパスラッシュの弱体によるものと分析されている。2010年3月、翌年のドラフト2巡または3巡指名権と引き換えにニューヨーク・ジェッツに移籍した。

### ニューヨーク・ジェッツ
2010年の開幕戦、ボルチモア・レイブンズとの試合ではジョー・フラッコのパスをインターセプトし66ヤードのリターンを見せた。10月11日のミネソタ・バイキングス戦ではランディ・モスをマークしていたが、ブレット・ファーヴの通算500タッチダウンパスを許した。2011年1月8日のインディアナポリス・コルツとのワイルドカードプレーオフでは、最後の攻撃シリーズのキックオフリターンで47ヤードをリターン、逆転FGにつなげた。1月16日のニューイングランド・ペイトリオッツとのディビジョナルプレーオフでは第4Q、相手のオンサイドキックを23ヤードリターンする好プレーを見せた。1月22日、翌日行われるAFCチャンピオンシップゲームを前に、ピッツバーグ・スティーラーズのWR、ハインズ・ウォード、マイク・ウォレス、エマニュエル・サンダース、アントニオ・ブラウンを口撃した。
オフシーズンに制限つきフリーエージェントとなったが、同年7月31日、ジェッツと4年間3200万ドルの契約延長に合意した。
2011年第2週のジャクソンビル・ジャガーズ戦では2インターセプトをあげてAFC守備部門週間MVPに選ばれた。
2012年、ダレル・リーヴィスがACLを断裂して、シーズン絶望となったことから、ジェッツのナンバー1コーナーバックとなり、自身2度目となるプロボウルに選出された。
2013年シーズンもプロボウルに選出されたが、オフにFAとなった。

### ジェッツ退団後
2014年3月19日、アリゾナ・カージナルスと契約を結んだ。この年49タックル、3インターセプト、10パスディフェンスの成績を残した。
2015年3月12日、古巣のジェッツと契約を結んだが1年でリリースされた。
2016年シーズンはインディアナポリス・コルツと契約したが、4試合の出場後に放出された。

### 現役引退後
2018年に現役引退を表明し、2021年よりテキサスA&M大学のコーチに就任した。

## 人物
マンツーマンカバーに優れている。

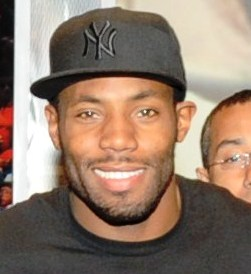
2010年

8人の異なる女性との間に10人の子どもを儲けている。8人目となる子どもを2010年4月に産んだ、キャンディ・ガールズの1人テリカ・ケイソンと同年7月2日に結婚した。
従兄弟のドミニク・ロジャース＝クロマティもNFL選手となっている。
Twitterでキャンプの食事を批判して2,500ドルの罰金を科されるなど、素行不良の問題児と見なされており、ジェッツ加入時にはチームの和を乱すと不安視する声もあがっていた。
ロジャー・グッデルNFLコミッショナーが導入しようとしているヒト成長ホルモン（HGH）の薬物検査導入に賛成を表明している。